# IPC (Organisation)

Logo

Die IPC – Association Connecting Electronics Industries ist eine weltweite Handels- und Standardisierungsorganisation mit Sitz in Bannockburn in Illinois, USA, die sich mit den Belangen der Elektronikfertigung befasst. Das Tätigkeitsumfeld umfasst unter anderem das Veröffentlichen von Industriestandards und Kriterien zur Bewertung verschiedener Güter im Bereich der Elektro- und Elektronikindustrie wie beispielsweise den Anforderungen an Leiterplatten, Chipgehäuse und dem Löten in der Elektronik.
Die Vereinigung wurde 1957 unter der Bezeichnung Institute for Printed Circuits gegründet, wovon sich die Abkürzung IPC ableitet. Durch das weite Tätigkeitsfeld erfolgte eine Umbenennung zu Institute for Interconnecting and Packaging Electronic Circuits und im Jahr 1999 in die heute übliche Kurzbezeichnung IPC. Die Handelsorganisation umfasst weltweit über 3.700 Mitgliedsfirmen und betreibt Niederlassungen in den USA, Belgien, Russland und China. Ein wesentlicher Industriestandard, welcher für viele Hersteller aus dem Bereich der Elektronikfertigung verbindlich ist, ist der IPC-A-610, Acceptability of Electronic Assemblies (dt. Abnahmekriterien für elektronische Baugruppen).

## Industrielle Schnittstellen
Neben den reinen Abnahmekriterien bietet die IPC Schnittstellen für die Automatisierung an. Dazu zählen die Standards IPC-SMEMA (IPC-SMEMA-9851). Der SMEMA Standard ist weit verbreitet in der Elektronikfertigung, bietet aber keine Möglichkeiten, wie diese z. B. für die Rückverfolgbarkeit erforderlich wären. Dafür gibt es den horizontalen M2M-Standard HERMES, auch bekannt als IPC-HERMES-2952. Neuestes Mitglied ist der Standard IPC-CFX (IPC-CFX-2591), dieser wurde 2018 vorgestellt. Mit diesem Standard ist es primär vertikal, aber auch sekundär horizontal möglich, eine Elektronikfertigung abzubilden und über IIOT zu betreiben.

## Trivia
Das deutschsprachige Analogon ist der Fachverband Elektronik-Design, der mit dem ICP zusammenarbeitet und auch Schulungen anbietet.